# 納希契凡歷史

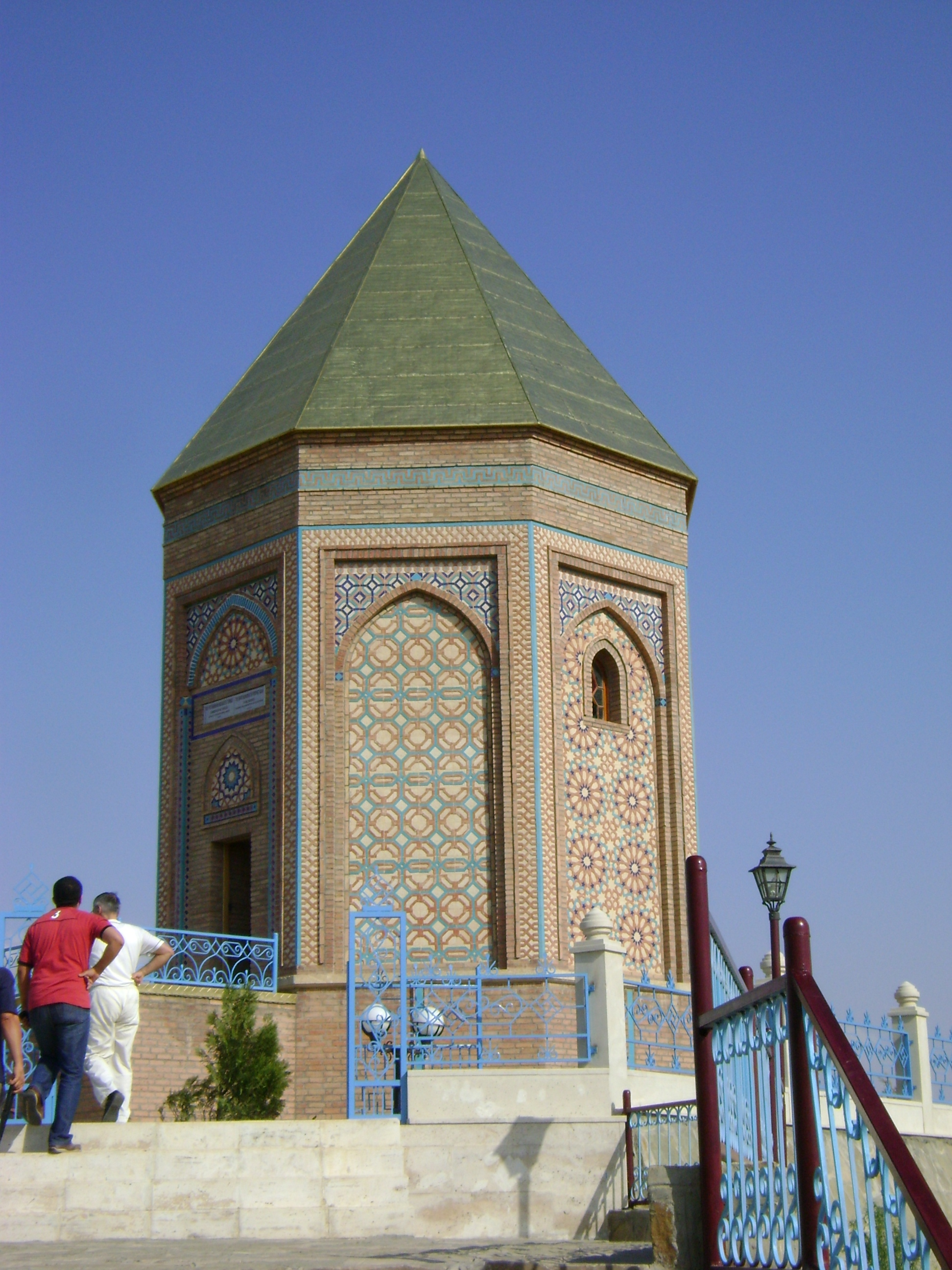

納希契凡歷史可以追溯到2500年前，前1世紀，依靠亞美尼亞成為當時西亞最強大的國家之一。其後經歷羅馬帝國、帕提亞帝國、蒙古、鄂圖曼帝國等國家入侵，其後為俄國所吞併，後來伴隨阿塞拜疆獨立，成為納希契凡自治共和國。納希契凡1990年宣佈獨立。

## 早期歷史
早在新石器時代，納希契凡就已有人居住。納希契凡的歷史可以追溯到2500年前。傳統上亞美尼亞人認為納希契凡是由挪亞所創建。 
- 前331年亞歷山大大帝擊敗阿契美尼德帝國，成為馬其頓帝國的一部分。
- 前198年，塞琉古帝國被羅馬所擊敗，納希契凡成為阿爾塔什斯王朝的領土，成為當時西亞最強大的國家之一。
- 1世紀，在羅馬帝國與帕提亞帝國夾擊下，阿爾塔什斯王朝滅亡。納希契凡在64年時依附亞美尼亞建立的阿爾沙克王朝，則成為帕提亞帝國的保護國。

## 中世紀時期
- 428年，阿爾沙克王朝滅亡，淪為波斯統治。
- 680年波斯被阿拉伯所滅，為阿拉伯所侵吞。
- 885年依靠巴格拉提德王朝。
- 1064年，被拜占庭所征服。
- 1071年，塞爾柱土耳其開始統治納希契凡。
- 1220年左右以後，亞美尼亞又被西侵的蒙古所統治。
- 1454年，淪為鄂圖曼土耳其的鄂圖曼帝國所統治。

## 俄羅斯帝國時期
- 1828年，作為鄂圖曼帝國成員的纳希切万被俄羅斯帝國吞併。
- 1918年5月28日，伴隨亞美尼亞獨立。

## 蘇聯時期
- 1922年12月加入蘇聯。1924年2月，納希切萬蘇維埃社會主義自治共和國正式成立，憲法於1926年4月18日通過。
- 1989－1994年間阿塞拜疆及亞美尼亞發生了纳戈尔诺-卡拉巴赫战争。
- 1990年1月為抗議蘇聯發動黑色一月大屠殺，納希契凡最高蘇維埃宣佈納希契凡脫離蘇聯獨立[2]，之後獲得近乎完全自治之權力[3]，但不為國際所承認。獨立的時間比立陶宛宣佈脫離蘇聯獨立僅僅早了幾星期，事實上成為蘇聯國內最早宣佈脫離蘇方獨立的地區。此後納希契凡在蓋達爾·阿利耶維奇·阿利耶夫家族的帶領下，逐漸擺脫莫斯科和巴庫的控制[2]。
- 1月22日，亞塞拜然蘇維埃社會主義共和國最高蘇維埃宣佈，蘇聯最高蘇維埃主席團在1月19日的決議，即在巴庫的緊急行動和軍事部署，構成侵略行為[4]。

## 阿塞拜疆共和國時期
- 1991年8月30日阿塞拜疆宣布獨立，阿塞拜疆共和國宣佈納希契凡成為其自治共和國。